# Pijpsnijder

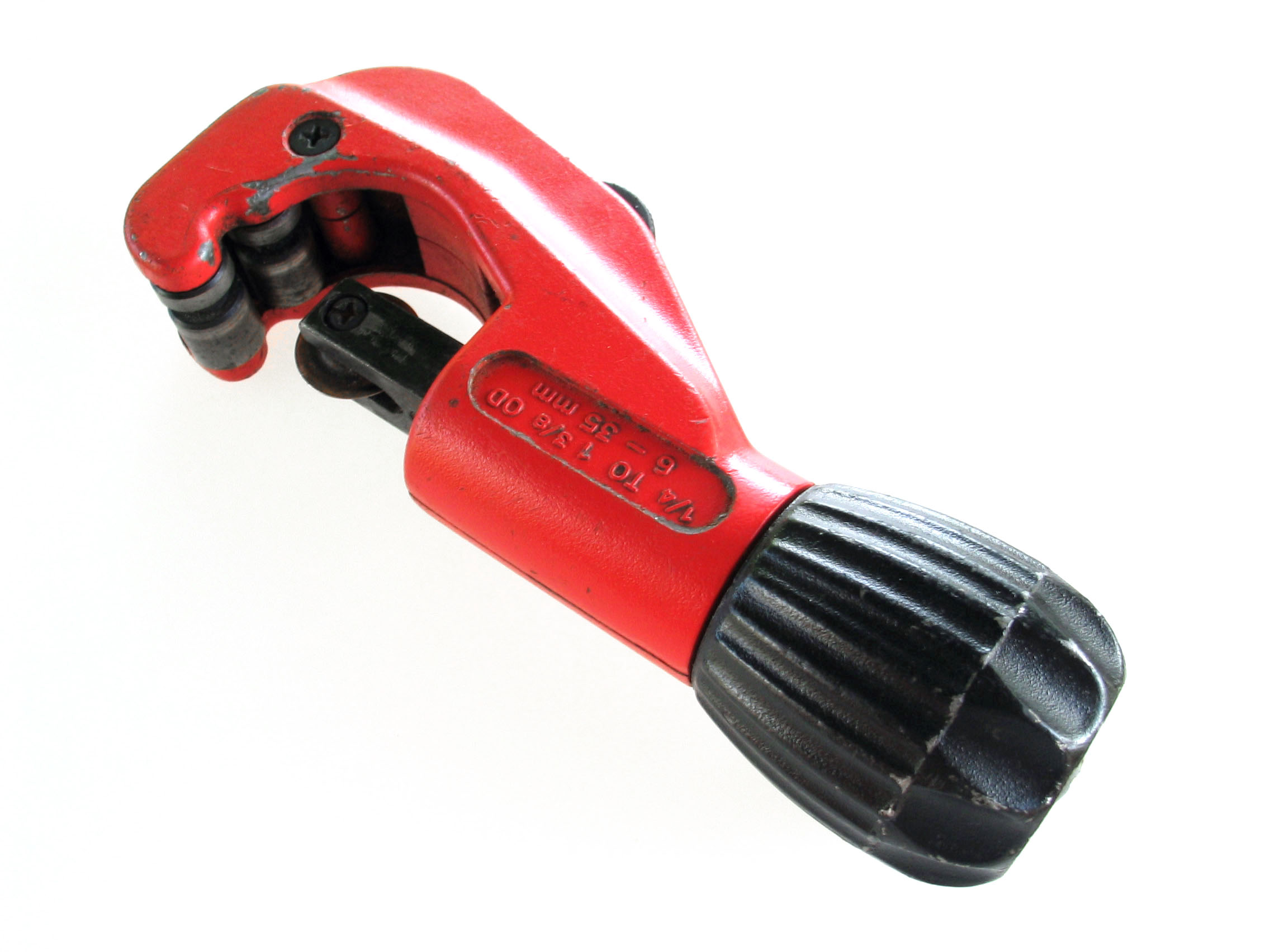
Pijpsnijder

Een pijpsnijder is een stuk gereedschap dat gebruikt wordt om ronde metalen buizen haaks door te snijden.
De pijpsnijder is opgebouwd uit een sterke C-vormige beugel waarin aan één uiteinde een draaibare stalen snijrol is gemonteerd. Het andere eind is voorzien van een fijne schroefdraad waar een schroefdraadspindel in loopt. De spindel is aan de ene kant voorzien van een handgreep en aan de andere kant van een vork met twee, eveneens draaibare, vlakke stalen rollen. Deze dienen voor geleiding waardoor bij het snijden de juiste stand, haaks op de pijp, behouden wordt. Er zijn ook modellen waar dit andersom is: daar is de snijrol aan de spindel bevestigd en de rollen aan de beugel. Zowel de snijrol als geleiderollen zijn vervangbaar.

## Gebruik
Om een pijp te snijden wordt de pijpsnijder zo ver geopend dat deze om de buis past. Vervolgens draait men deze zo ver dicht dat zowel het snijwiel als de geleiderollen vast tegen de buis wordt gedrukt. Door de pijpsnijder rond te draaien ontstaat een inkerving. Gedurende het draaien stelt men de pijpsnijder voortdurend bij, door de draadspindel vaster te draaien. Men gaat zo lang door totdat de buis is doorgesneden.
De pijpsnijder wordt veel gebruikt door loodgieters en verwarmingsmonteurs. Het toepassen van een pijpsnijder geeft een zuivere, haakse snijkant en werkt sneller dan een beugelzaag. Ze zijn verkrijgbaar in verschillende maten: lichtere modellen zijn geschikt voor het snijden van koperen en dunwandige stalen pijpen, zwaardere voor dikwandige stalen buizen. Tijdens het snijden ontstaat braamvorming, vooral aan de binnenkant van de buis. Om vernauwing te voorkomen dient deze verwijderd te worden.